# Steve Daines
Steven David "Steve" Daines (født 20. august 1962 i Van Nuys) er en amerikansk republikansk politiker. Han er medlem af USA's senat valgt i Montana siden 2015 Han var medlem af Repræsentanternes Hus i perioden 2013–2015.